# Years & Years
Years & Years és una formació musical originària de Londres, Regne Unit, de gènere pop, electrònica i R&B. Està formada per Olly Alexander (veu i teclat), Mikey Goldsworthy (baix) i Emre Turkmen (teclat).
El grup es va formar el 2010, després que el guitarrista Mikey Goldsworthy es traslladés des d'Austràlia al Regne Unit. Va ser allí on va conèixer al teclista Emre Turkmen. Poc temps després, Olly Alexander es va unir a la banda com a vocalista principal. Originalment era un grup de cinc integrants, amb Noel Leeman i Olivier Subria. No obstant això, Leeman va deixar la banda el 2013.
El seu debut es va produir amb el single «I Wish I Knew», el qual va ser llançat al juliol de 2012. El 2013, el grup va signar amb el segell discogràfic francès Kitsuné Records, i va llançar el seu segon single «Traps» al setembre de 2013. La banda va llançar «Real» a iTunes, al febrer de 2014. El vídeo musical de Real va comptar amb la participació d'Olly Alexander, Ben Whishaw, i l'exactor de Misfits, Nathan Stewart-Jarrett.
El 2014, el grup va signar amb Polydor Records, i va llançar el single «Take Shelter». El desembre de 2014, «Desire», va aconseguir el lloc número 22 en la llista de singles del Regne Unit. El gener de 2015, el seu sisè single «King», va ocupar el lprimer lloc al març de 2015, aconseguint d'aquesta manera reconeixement a nivell nacional.
El gener de 2015, Years & Years va guanyar el prestigiós Sound of... de 2015. També van ser nominats pels Brit Awards 2015.

## Membres
- Olly Alexander – Vocalista, teclat
- Mikey Goldsworthy – Baix
- Emre Turkmen – Teclat

## Discografia
Àlbums d'estudi
- 2015:Communion

EP i senzills
- 2012: «I Wish I Knew»
- 2013: «Traps» - «You & I»
- 2014: «Real» - «Eyes Shut»
- 2014: «Take Shelter» - «Breathe»
- 2014: «Desire» - «Memo»